# Тровање сардинама
Тровање сардинама или клупеотоксизам (енг. clupeotoxism) је редак и веома слабо пријављен облик тровања морским плодовима узрокован гутањем слеђевке (Clupeiformes) риба из реда зракоперки који обухвата фамилију харинги (Clupeidae), и фамилије (Engraulidae) која обухвата многе важне крмне и прехрамбене рибе, које укључују сардине, харинге и инћуне. Током 2019. у Сједињеним Америчким Државама документоване су две појединачне експозиције тровања сардинама.

## Опште информације
Иако је клупеотоксизам спорадичан и веома редак облик тровања, пријављен је значајан морталитет код отрованих особа. 
Тровање услед једења клупеоидних риба као што су сардине и харинге (Clupeidae) или инћуни (Engaulidae), названо клупеотоксизам, је редак али широко  распрострањен облик тровања рибама у тропским и суптропским областима света. Смртни случај догодио се у Кауаију 1978. након конзумирања маркизанске сардине (Sardinella marquesensis).  Ова врста риба је на Хавајским острвима у изобиљу замењена другом увозном сардином (Herklotsichthys quadrimaculatus). Онума и сарадници су 1999. године набавили главу примерка ове сардине која је на Мадагаскару изазвала смртни исход и у њој  открили да она садржи палитоксин. Пошто је ова супстанца откривен на шкргама и у једњаку, закључили су да се риба хранила на морском дну бентоским динофлагелатима (Ostreopsis siamensis), за које се зна да производи палитоксин, један од отрова. Талог на шкргама ове рибе је вероватније био резултат тога што се риба хранила динофлагелатима са морског дна. Иако се златна сардина храни зоопланктоном, а не бентоским динофлагелатима, она је исхраном унела у себе и пелагични динофлагелат који је вероватан произвођач палитоксина.

## Клиничка слика
Најизразитији и најнепосреднији знаци и симптоми су:
- оштар метални или горак укус праћен мучнином и пецкањем језика и усана,
- повраћање,
- бол у стомаку,
- тешка дијареју,
- тахикардија,
- лепљива кожа,
- хипотензија и другим знацима предстојећег васкуларног колапса.

Пријављени неуролошки симптоми укључују:
- нервозу,
- проширене зенице,
- јаку главобољу,
- утрнулост,
- пецкање,
- хиперсаливацију,
- диспнеју,
- прогресивну парализу мишића,
- конвулзије,
- кому и смрт.

Почетак симптома је веома брз, обично у року од 15 минута. Смрт може наступити у року од неколико сати. Међутим треба истаћи да врста симптома и брзина њиховог пјављују након тровања палитоксином делимично зависе од тога колико и којим путем је неко био изложен, нпр. да ли је отров удахнут или је до излагања дошло преко коже.

## Терапија
Антидот за ову врсто отрова није доступан, а лечење је искључиво симптоматско.  